# デスモセラス上科
デスモセラス上科（学名：Desmoceratoidea、以前はDesmocerataceae）は、白亜紀に生息したアンモナイトの上科であり、一般には円形または楕円形の渦巻き状の殻を持ち、ほとんどが滑らかまたは弱く肋があり、結節状になることはめったに無いが、通常はくびれがある。単系統群とされるデスモセラス科は、フィロセラス科から派生し、前期白亜紀（バランギニアン）に分裂し、マーストリヒチアンの終わりまで存続した。